# Premier Padmini
Premier Padmini — чотиримісний седан, що виготовлявся в Індії з 1964 по 2001 роки компанією Premier Automobiles, підрозділом Walchand Group, за ліцензією Fiat і спочатку продавався як Fiat 1100 Delight, а з 1974 року як Premier Padmini. Основними конкурентами Падміні на індійському ринку були Hindustan Ambassador і Standard Herald. Цей відомий автомобіль керував індійським автомобільним ринком, а пік його популярності припав на 1970-80-ті роки. Багато знаменитостей того часу, зокрема Раджінікант, Маммутті, Аамір Хан, володіли Premier Padmini у роки розквіту. Відомий у розмовній мові як Pad, або Fiat (оскільки Padmini спочатку був автомобілем Fiat), Padmini названий на честь раджпутської принцеси 14-го століття. Падміні перекладається як «та, що сидить на лотосі» і відноситься до богині Лакшмі. Це також було загальне ім'я для дівчаток в Індії того часу.

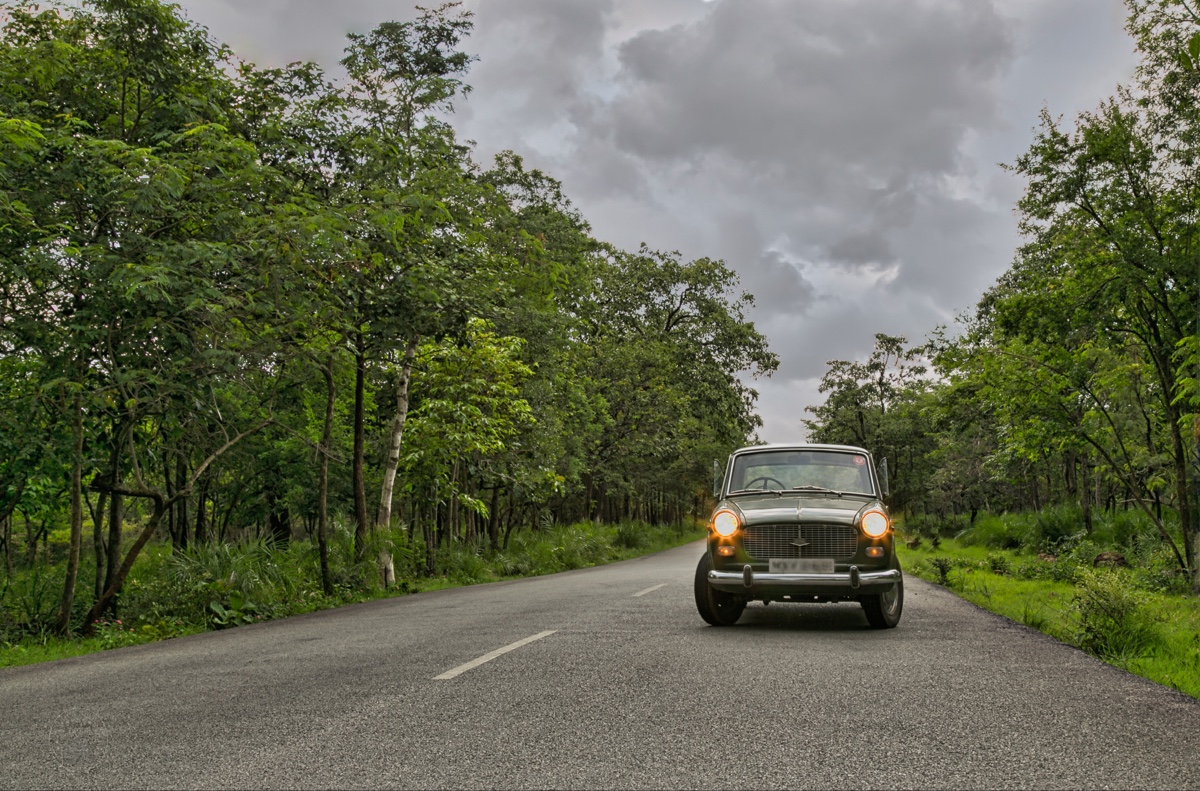
Premier Padmini у лісі